# サニ・アバチャ
サニ・アバチャ（英語: Sani Abacha, 1943年9月20日 - 1998年6月8日）は、ナイジェリアの軍人、政治家。同国暫定統治評議会議長（在任: 1993年11月17日 - 1998年6月8日）。

## 政治姿勢
アバチャはカヌリ人のムスリムの出身で、若い頃はナイジェリアとイギリスの軍事学校を巡った。ナイジェリア軍に仕官すると1983年に准将に昇任した。彼はムハンマド・ブハリ将軍の1983年の権力獲得と1985年の解任の二度の「無血」クーデタに参加した。1985年イブラヒム・ババンギダ将軍が自らナイジェリア連邦共和国大統領及び軍最高司令官に就任すると、アバチャは軍参謀長に任命された。また後1990年に国防相に指名された。
アバチャはババンギダがモシュード・カシマウォ・オラワレ・アビオラの勝利した1993年6月12日の選挙を無効にし大暴動を受けて辞任した後に据えられたアーネスト・ショネカン首長の暫定政権から権力を奪った。アバチャ政権は人権侵害で、とりわけイブラヒム・アウタ判事による軍事法廷でオゴニの活動家ケン・サロ＝ウィワを絞首刑に処したことで非難された。しかし、これは多国籍石油企業による開発に反対するオゴニの活動家に対する数多くの事件の内のたった一つに過ぎない。アビオラとオルシェグン・オバサンジョは反逆罪で投獄され、ウォーレ・ショインカらも反逆罪で起訴された。アバチャ政権は政権を不人気にした民主化活動家によって内外から強固な反対を受け、さらに政治活動全般を禁止し、特に報道を支配することで応じた。軍の主要な幹部は解雇され、アバチャは彼に忠実な約3,000人の武装した兵に身辺を警護させた。これらは彼の外交政策と矛盾していた。民主主義再建のためのリベリアとシエラレオネへの軍の派遣に、彼は反対せず、むしろ西アフリカ諸国経済共同体を支持した。
アバチャ将軍は1998年6月にアブジャの大統領別邸で心臓麻痺で亡くなったと伝えられている。アバチャの遺体はその日の内に検死なしで葬られ、政敵に毒を盛られた可能性があるとの観測を煽った。54歳だった。アバチャの死後、防衛参謀長のアブドゥルサラミ・アブバカール大将が国家元首の地位を引継いだ。アブバカールはそれまで公職に就いた経験がなく、民政移管を直ちに宣言し、オルシェグン・オバサンジョ大統領の選出に至った。

## 議論

### 腐敗
オバサンジョ政権は、死亡したアバチャとその家族の財産をナイジェリア国庫の財源として全て売却しようとした。彼の金権ぶりは、より悪名高いアフリカの統治者（モブツ・セセ・セコなど）さえ凌いだと評される場合もある。
アバチャ後の政権による資料に依れば、30億或は40億米ドルの外貨資産がアバチャと家族、その組織に移された。そのうち、21億ドルについてナイジェリア政府はアバチャ家と返還協定を結んだ。その「代償」としてアバチャ家が残りの金を持つことを許された。この提案は、当時公的資金の窃盗への報いとして大きな抗議を引起こしたが、それはその後の独裁者の息子（モハメド・アバチャ）によって拒絶された。モハメドは問題のすべての資産が合法的に得られたと主張し続けている。ただ2002年にアバチャの家族は中央銀行から取った12億ドルを返すことを受入れた。アバチャは、2004年のトランスパレンシー・インターナショナルによる最近の歴史の世界の汚職指導者の第4位に挙げられた。アバチャは政権に対する米国により考慮された外交的制裁に直面しても、米国の石油会社が共和党の世話を焼き、また黒人議員連盟が民主党の世話を焼き、すべてのアフリカン・アメリカンがアフリカの指導者に二重忠誠を持つとみて、文字通り笑った。
サニ・アバチャと妻マリアムの名は「ナイジェリアの手紙」によく用いられる。彼は手紙詐欺の存在しない「金」の源として「認定」されている。
アバチャ将軍はケン・サロ＝ウィワの処刑時の権力者であった。1995年11月10日サロ＝ウィワはアバチャにより絞首刑に処された。ナイジェリアは英連邦より直ちに加盟資格停止処分を受けた。

### 死

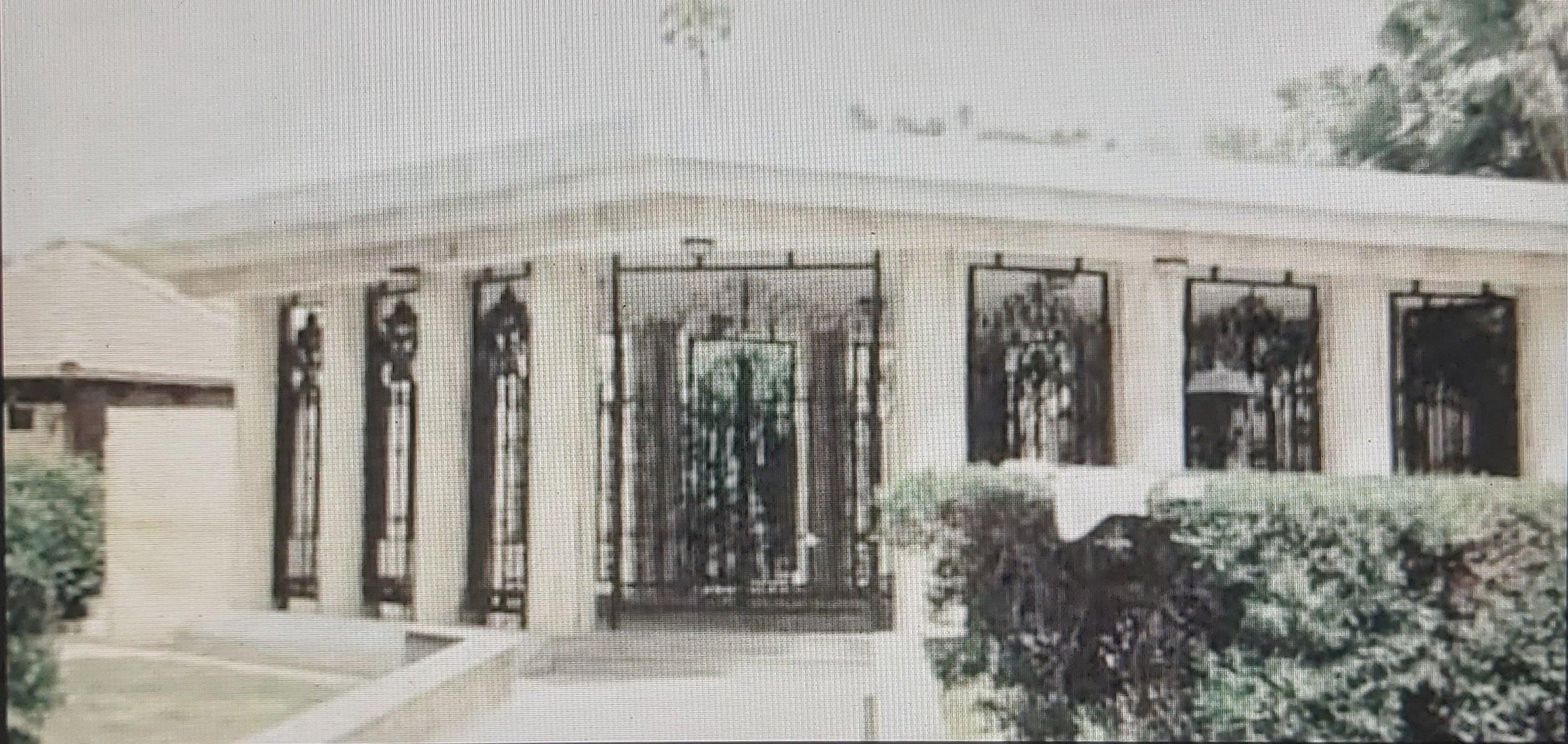
サニ・アバチャ廟

アバチャは2人のインド系売春婦と共に過ごしながら死亡した。公式の死亡原因は心臓麻痺とされているが、ナイジェリア人と西側外交官の間では広くバイアグラの過剰摂取によるものと信じられている。
アバチャ政権は国民からはまったく嫌われており、彼が死去したニュースが伝わると人々は街路でその死を祝し、ある人々は「天からのクーデター」とまで呼んだ。